# Mike Dierickx

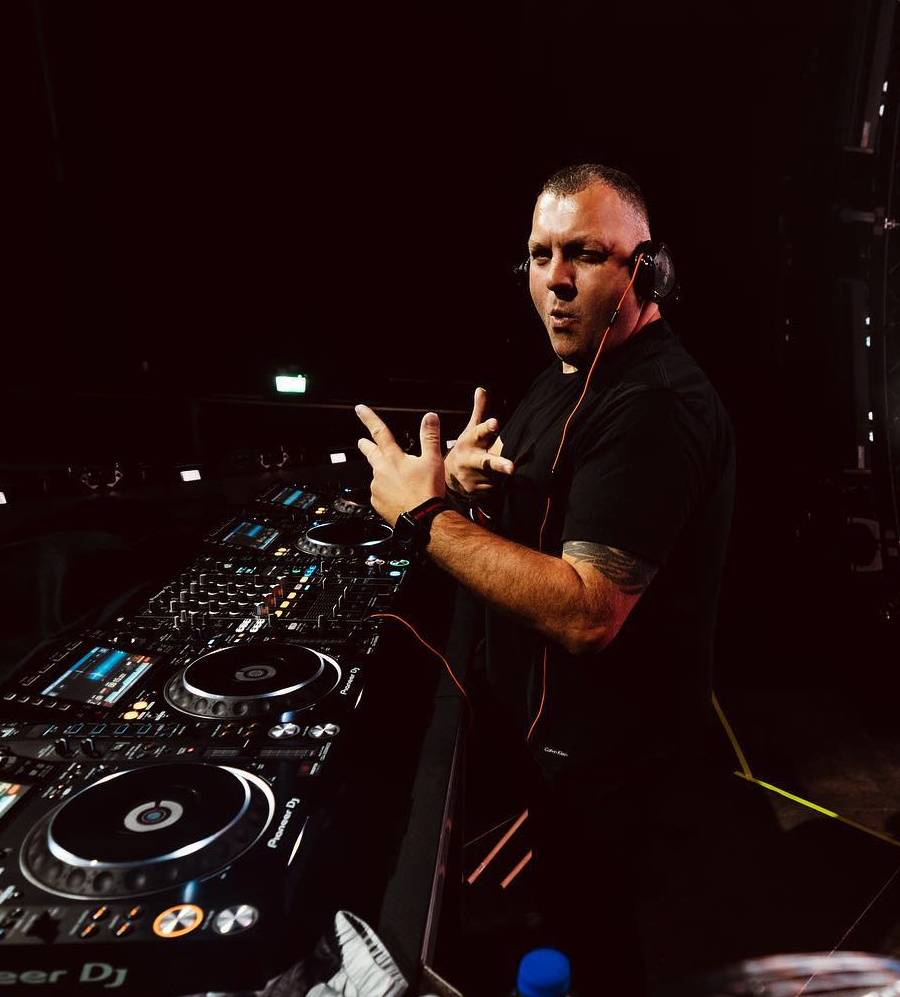
Mike Dierickx (2023)

Mike Dierickx (* 20. Februar 1973 in Antwerpen als Dirk Dierickx) ist ein belgischer Trance-DJ und -Produzent. Bekannt ist er vor allem unter seinen Pseudonymen Push, M.I.K.E., Plastic Boy und Solar Factor.

## Leben und Karriere
Dirk Dierickx begann seine Karriere als DJ Mike und verwendete seither über 65 verschiedene Pseudonyme. Den Durchbruch gelang ihm unter dem Pseudonym Push mit dem Song Universal Nation, der auf dem belgischen Musiklabel Bonzai Records veröffentlicht wurde. Der Song erreichte Platz 36 der britischen Single-Charts. 
Auch die Singles Strange World, The Legacy und Tranzy State of Mind waren äußerst erfolgreich und erreichten erneut Platzierungen in den UK-Top-40. Im Jahr 2000 ließ er sich seinen Namen offiziell von Dirk Dierickx zu Mike Dierickx ändern.
2003 gründete er das Musiklabel Club Elite, das heute ein Sublabel von Armada Music ist.
2005 legte er bei der ersten Ausgabe von Tomorrowland auf, dem inzwischen zum "Best Music Event Worldwide" gekürten Festival.
Laut eigener Aussage lebt er aktuell in New York, USA und Antwerpen, Belgien.
1999 verstarb der belgische Künstler Marino Stephano aufgrund eines Autounfalls, auf dem Weg zu einer Zusammenarbeit mit Mike Dierickx. Dieser widmete ihm nachfolgend den Song Till We Meet Again.

## Diskografie

### Alben
- 2000: Push – From Beyond
- 2002: Push – Strange World
- 2004: Push – Electric Eclipse
- 2005: Plastic Boy – It’s a Plastic World
- 2006: M.I.K.E. – The Perfect Blend
- 2007: M.I.K.E. – Moving On in Life
- 2009: Push – Global Age
- 2011: M.I.K.E. pres. Plastic Boy – Plastic Infusion
- 2013: M.I.K.E – World Citizen
- 2018: Push - Together We Rule the World
- 2021: Push - Neon Life

### Singles (Auswahl)
- 1998: Push – Universal Nation
- 1998: Plastic Boy – Life Isn’t Easy
- 1999: Plastic Boy – Angel Dust
- 1999: Push – Cosmonautica
- 1999: Push – Till We Meet Again
- 1999: Push – Universal Nation ’99
- 2000: Plastic Boy – Can You Feel It
- 2000: Push – Electro Fever
- 2000: Push – Strange World
- 2000: Push – The Legacy
- 2000: Push – Tranzy State of Mind
- 2001: Plastic Boy – Silver Bath
- 2001: Solar Factor – Deep Sonar
- 2001: Push – The Legacy
- 2001: Push – Please Save Me (vs. Sunscreem)
- 2002: M.I.K.E. – Ice Cream (vs. John '00' Fleming)
- 2002: Push – Journey of Life
- 2002: Push – Strange World
- 2002: Push – Universal Nation
- 2002: Solar Factor – No Return
- 2002: Solar Factor – Urban Shakedown
- 2003: M.I.K.E. – Turn Out the Lights
- 2003: Plastic Boy – Live Another Life
- 2003: Push – Universal Nation
- 2003: Push – Tranceformation (vs. Globe)
- 2004: M.I.K.E. – Totally Fascinated
- 2004: M.I.K.E. – Pound (vs. Armin van Buuren)
- 2004: M.I.K.E. – Intruder (vs. Armin van Buuren)
- 2004: M.I.K.E. – Dame Blanche (vs. John '00' Fleming)
- 2004: Plastic Boy – Twixt
- 2004: Push – Electric Eclipse
- 2004: Push – R.E.S.P.E.C.T.
- 2004: Solar Factor – Fashion Slam
- 2005: M.I.K.E. – Massive Motion
- 2005: M.I.K.E. – Fuego Caliente
- 2005: Plastic Boy – From Here to Nowhere
- 2005: Solar Factor – Global Getaways
- 2005: Solar Factor – The Rising Sun
- 2006: M.I.K.E. – Voices from the Inside
- 2006: M.I.K.E. – Salvation
- 2006: M.I.K.E. – Into the Danger (mit Andrew Bennet)
- 2006: Push – Strange World
- 2007: M.I.K.E. – Changes 'R Good
- 2008: M.I.K.E. – Nu Sensation
- 2008: Plastic Boy – Rise Up / A New Life
- 2008: Push – Universal Voice
- 2008: Push – Impact
- 2009: Push – Interference
- 2010: M.I.K.E. pres. Plastic Boy – Chocolate Infusion
- 2010: M.I.K.E. pres. Plastic Boy – Once in a Lifetime / Pacific Dreams
- 2010: The Thrillseekers vs. M.I.K.E. – Effectual
- 2010: M.I.K.E. pres. Plastic Boy – Aquarius / Journey of a Man / We’re Here to Stay
- 2010: Mi Casa Su Casa / Winter Night In NYC
- 2010: M.I.K.E. pres. Caromax – Silk / All the Good Things
- 2011: M.I.K.E. vs. Ben Nicky – Spring Break
- 2011: Andy Moor vs. M.I.K.E. – Spirit’s Pulse
- 2016: M.I.K.E. Push – Circa
- 2022: M.I.K.E. Push - All Systems

### Remixe (Auswahl)
- 2 Unlimited – No Limit
- Art of Trance – Madagascar
- Cygnus X – The Orange Theme
- Ian Van Dahl – I Can’t Let You Go
- Mauro Picotto – Back to Cali
- Moby – In This World
- Rio Klein – Fearless
- Sinéad O’Connor – Troy (Phoenix from the Flame)
- Sunscreem – Exodus
- The Space Brothers – Everywhere I Go
- Yves Deruyter – Music Non Stop
- Robert Gitelman – Things 2 Say
- The Gift – Love Angel
- Armin van Buuren – In and Out of Love
- Arnej – They Always Come Back